# Polyommatus iphis-cuneata
Polyommatus iphis-cuneata är en fjärilsart som beskrevs av Tutt 1896. Polyommatus iphis-cuneata ingår i släktet Polyommatus och familjen juvelvingar. Inga underarter finns listade i Catalogue of Life.